# Americká tragédie
Americká tragédie (anglicky An American Tragedy) je román amerického spisovatele Theodora Dreisera z roku 1925, inspirovaný zavražděním mladé dělnice Grace Brown (v románu Roberta Alden) jejím milencem Chestrem Gilletem (v románu Clyd Griffiths).
Základní fakta zhruba odpovídají skutečnosti, byť autor zaostřující primárně na život vraha se ho snaží polidštit, takže mimo jiné upravuje detaily vraždy tak, že se ocitá na hranici nehody (ve skutečnosti se dívka neutopila poté, co náhodou spadla do vody, ale byla brutálně ubita k smrti).
Román se stal předlohou vícera filmových a televizních adaptací, včetně šestioskarového snímku Místo na výsluní (orig. A Place in the Sun).

## Děj

### Kapitola I
Kniha vypráví o mladíkovi Clydu Griffithsovi, jehož rodiče se živí jako pouliční kazatelé Armády spásy a on jim v jejich práci musí pomáhat. Je mu to velice nepříjemné, protože se kvůli práci často stěhují a nemůže se kvůli ní soustředit na studium ve škole. Připadá si tak odstrčený a ukřivděný oproti ostatním mladíkům svého věku. 
Problémy v silně pobožné rodině Clyda se projeví, když jeho sestra Ester uteče z domu. Mladé dívce nevyhovovala striktní výchova rodičů, a tak utekla s mladíkem, který ji nasliboval skvělou budoucnost. 
Clyde získá práci u výčepu sodovky, ale chce lepší. Dostane místo poslíčka v hotelu Green-Davidson v Kansas city, kde se mu práce velmi zamlouvá. V práci musí nosit pěknou uniformu, dostává jídlo a dobré spropitné, které si z větší části může nechat. Postupně se seznamuje s ostatními poslíčky, kteří na jeho morálku mají značný vliv. Berou ho do barů, na večeře i do nevěstince.
Nejvíce na Clydea zapůsobil kolega Rotter, jehož rodina je velmi volnomyšlenkářská. Jde s ním na tancovačku, kde potká Hortensii Briggsovou. Zalíbí se mu a domluví si s ní schůzku. Hortensie je povrchní, upovídaná a sebestředná. Chodí s více chlapci najednou a Clydea pouze využívá.
Když se Clyde v zaměstnání dostane na vrchol, má stále více peněz, styků a začíná se orientovat ve světě. Jednou náhodou sleduje svou matku, jak nenápadně vstoupila do neznámé budovy. Clyde počkal, až vyjde, a jde se tam podívat. Nalezne svou sestru Estu, která se vrátila proto, že ji její přítel opustil těhotnou a bez peněz. Potřebuje pomoc.
Bohužel ve stejnou dobu po něm Hortensie chce koupit velmi drahý kabát. Když ho matka prosí o peníze pro Estu, dá jí Clyde jen malou část své výplaty, odtatní utratí za Hortensiin kabát.
První kapitola končí, když si Clyde a jeho kamarádi z hotelu vyjedou s přítelkyněmi na zábavu. Na tancovačce se Hortensii zalíbí jeden z Clydeových kamarádů. Poté se kloužou po zamrzlé řece, Hortensie Clydea přehlíží a on žárlí.
Stráví tam celou noc, k ránu pospíchají zpátky do města, protože poslíčci musí do práce nastoupit včas a upravení. Všem hrozil vyhazov, a tak jedou rychle, až ve městě autem za zatáčkou srazí malé děvčátko. Na chvíli zastaví, ale když vidí neštěstí, leknou se a z místa nehody ujedou. Ve tmě vypnou světla, aby je neviděla policie, a proto při projížďce v rychlosti v temné uličce narazí na hromadu dlažebních kostek, které tam zanechali dlaždiči. Dva z nich zranění uvíznou v autě, ostatní -včetně Clydea- se rozprchnou.
Tlačil se na ostatní vozy, jen aby získal píď prostoru. Když si na křižovatce Šestnácté a Washingtonovy ulice myslel, že vlevo je po celé délce jednoho bloku dost volno, zatočil tam a hnal se znovu na Wyandottskou ulici. Právě když se blížil k nároží, kde se chystal ve veliké rychlosti zatočit a zajel proto blízko k okraji chodníku, skočilo přímo před jedoucí automobil asi devítileté děvčátko, jež tudy běželo k přechodu. Protože už neměl možnost zatočit a vyhnout se mu, vůz děvčátko povalil a vlekl několik stop, než dokázal zastavit. Současně se ozvaly pronikavé výkřiky nejméně půl tuctu žen a zavolání právě tolika mužů, kteří byli svědky nehody.
 Aniž se Clyde poradil s ostatními, kteří dosud zpola stáli a strachy takřka oněměli, zařadil první rychlost, pak druhou a třetí, šlápl na plyn až k podlaze a zahnul za nejbližší rok.

### Kapitola II
Pod falešným jménem Clyde postupně vystřídal několik zaměstnání v různých městech, až se nakonec dostal místo poslíčka v klubu Unionistické ligy.
A poznal tady i skutečnost, která na něj velmi zapůsobila a vzbudila v něm dokonce podiv a uctivou bázeň - poznal, že tady není ani v nejmenší míře přítomen pohlavní živel, charakterizující takřka všechen život v hotelu Green-Davidson a nedávno i v hotelu Great Norther. Pokud se pamatoval, vždy mu vlastně připadalo, že tento živel proniká a podněcuje takřka všechny, ba zcela všechny životní děje, s nimiž se dosud setkal. Ale tady nedocházelo k stykům mezi pohlavími - nebyla zde po nich ani stopa. Do tohoto klubu ženy nesměly. Různé vynikající osobnosti přicházely zpravidla samy a s onou nehlučnou rázností a uzavřeností, příznačnou pro lidi svrchovaně úspěšné. Často sami jedli, v dvojicích nebo ve skupinách nehlučně rozmlouvali - četli noviny nebo knihy, jezdili tam nebo onam v rychlých automobilech - ale živel vášně, který, jak až do této doby připadalo Clydově nezralé mysli, vyvolával k životu a rozvracel tak mnohé věci v obyčejném světě, kam až do této doby patřil, jako by si většinou ani neuvědomovali, nebo aspoň na ně nepůsobil. V tomto podivuhodném světě člověk patrně nemůže dosáhnout nějakého místa a zachovat si je, není-l lhostejný k pohlaví, k vášni, která je samozřejmě ohavná. A je tedy třeba v přítomnosti a před zraky takových lidí jednat a vypadat tak, jako by člověku byly na hony vzdáleny všechny myšlenky, jež jím čas od času zmítají.
Abychom totiž řekli pravdu, Clydově duši nebylo souzeno dozrát. Naprosto mu chyběla cílevědomost a nesoustředil se dost na jasný cíl, který tak mnohým lidem dovoluje vybírat si mezi skutečnostmi a cestami života právě věc nebo věci, jež jim pomáhají k úspěchu.
V klubu se náhodou ubytuje i Clydův strýc, který je bohatým vlastníkem továrny na límce. Strýc zde potká Clyda a ten se mu hned zalíbí, nabídne mu proto místo u sebe v továrně. Clyde nabídku přijme a odjíždí za strýcem.
Je zde však nevrle uvítán svým bratrancem, jemuž je vzhledově velmi podobný. Bratranec je však i jeho nadřízený a Clyde je nucen pracovat na nejnižší pozici v továrně. Mezi ostatní pracovníky nikdy nezapadl, dokonce jimi zčásti opovrhoval. Oni k němu zase měli respekt díky jeho strýci.
On zase, když v několika prvních dnech sedával v této místnosti a jedl oběd, nemohl dobře pochopit, jak se tito lidé mohou zajímat o věci, jež mu připadají tak nudné a nezajímavé - o jakost látky, kterou sem přinášeli ve svitcích - o jakési nepatrné chyby v její váze nebo osnově - o to, že posledních dvacet svitků nebylo tak dobře sraženo jako předchozích šestnáct - nebo o to, že Cranstonova společnost pro výrobu drátěných pletiv nezaměstnává teď už tolik lidí jako před měsícem - že Anthonyova společnost pro výrobu dřevěného zboží vylepila vyhlášku o sobotním odpoledním volnu, které začne teprve prvního června, kdežto loni začalo již uprostřed května. Jako by byli všichni ztraceni v jednotvárnosti a navyklé pravidelnosti své práce.
Po delší době Clyda povýší do pozice vedoucího oddělní, ve kterém pracují samé dívky. Přijme sem novou dívku Robertu Aldenovou, která se mu zalíbí, i když vztahy mezi zaměstnanci firmy jsou zakázané.
Náhodou ji jednou potká při projížďce na kánoi. Sveze ji a domluví si s ní schůzku, kde si hned vyznají lásku. Vyjedou si i na kratší výlet do zábavního parku, na což ovšem přijde spolubydlící Roberty, a tak se Roberta přestěhuje, aby už nemusela poslouchat svou spolubydlící. Na jedné schůzce se začnou hádat, protože Roberta nechce pustit Clyda k sobě domů, nakonec ho tam však pustí a "vzdá" se mu.
V této době potká i Sondru Finchleovou, která ho sveze autem, protože si ho spletla za jeho bratrance. Sondra pochází z bohaté rodiny a má dobré společenské postavení. S bratrancem Clyda však moc nevychází a ví, že on nemá rád Clyda, a tak se s ostatními bohatými dívkami domluví, že přijmou Clyda mezi sebe, aby naštvaly jeho bratrance. Clyde tak začne chodit na spoustu večírků a postupně stoupá na společenském žebříčku. O tom se doví i jeho strýc a také ho pozve na večeři, aby to nevypadalo, že zanedbává svého synovce.

Mezitím, co vzrůstá Clydovo zalíbení v Sondře, chladne jeho vztah k Robertě. Už by se s Robertou nejspíš rozešel, když mu ona oznámí, že je těhotná a žádá ho o pomoc. Clyde si s tím neví rady a snaží se nalézt nějaký lék na potrat v různých drogériích.
Chodil nahoru dolů po dlouhé Hlavní ulici, jež byla ještě i v tuto hodinu jasně osvětlena, nahlížel do výkladních skříní několika drogerií a vždy si z nějakého důvodu pomyslel, že právě tahle není ta pravá. V jedné zahlédl urostlého, rozvážného, hladce oholeného padesátiletého muže, jehož oči za brýlemi a kovově šedé vlasy vzbudily v Clydovi dojem, že tento člověk by zcela jistě odmítl mladého zákazníka, jako je on, odmítl by uvěřit, že je ženatý, nepřiznal by, že má potřebný lék, a podezříval by ho navíc z nedovolených styků s nějakou mladou neprovdanou dívkou. Vypadal tak rozvážně, bohabojně, nadmíru úctyhodně a morálně. Ne, nemělo by smysl ptát se tohoto drogisty. Neměl odvahu vstoupit a postavit se takovému člověku tváří v tvář.
Nakonec něco sehnal, ale nezabralo to, jen to Robertě přitížilo. Domluvil se s ní tedy, že sama zajde k doktorovi a požádá ho o pomoc. Doktor ji však odmítne. Roberta proto začne Clyda přemlouvat, aby se s ní oženil. On však odmítá a dále chodí na večírky. Naopak si myslí, že by mohl mít šanci oženit se se Sondrou.
Definitivní rozhodnutí mezi těmito dvěma ženami učiní, když si přečte dopisy od každé z nich. Sondra mu píše o samé zábavě, večírcích a vůbec příjemných věcech. Zatímco z Robertina dopisu je cítit zoufalost a smutek. Také si přečte článek v novinách o nehodě, kdy utonuli dva milenci na loďkách, a poprvé ho napadne zavraždit Robertu.
Ale pouhé pomyšlení na podobnou nehodu v souvislosti s Robertou (proč ji jenom jeho mysl stále s tím spojuje?) bylo pro něj v této chvíli hrozné - a nesmí, nesmí připustit, aby ho takové myšlenky napadaly. Nikdy, nikdy, nikdy! Nesmí. Je to děsivé! Hrozné! Vždyť je to přímo myšlenka na vraždu! Na vraždu?!!! Ale tolik ho podráždil a dosud na něj dráždivě působil onen dopis od Roberty ve srovnání s dopisem Sondřiným - tak rozkošný a svůdný byl obraz Sondřina i jeho života, jak jej Sondra popisovala, že se za nic na světě nedokázal zbavit myšlenky na to druhé, zdánlivě snadné řešení celé své otázky, jež by bylo tak přirozené, kdyby se jemu a Robertě stala taková nehoda. Vždyť přece nezamýšlí žádný zločin? Vždyť myslí jen na nehodu, která by se mohla stát... Ach - právě tohle kdyby se mohlo stát. Je to temný a zlý nápad, na který nesmí, nesmí myslet. NESMÍ. A přece - a přece... Umí skvěle plavat a doplaval by nepochybně ke břehu - z jakékoli vzdálenosti. Kdežto Roberta neumí plavat, poznal to loni v létě, když se s ní koupával na různých pobřežích. A pak - a pak - pak tedy, pokud by jí samozřejmě nechtěl pomoci...
Clyde vezme Robertu na výlet k jezeru, kde s ní na kánoi dopluje k zapadlé zátoce. Původně ji měl v plánu zavraždit, ale když ji viděl, bylo mu ji líto, a chtěl se s ní rozumně rozejít. Avšak Roberta se k němu naklonila a on ji neúmyslně udeřil fotoaparátem, jak ji chtěl zachytit. Omráčil ji tak a převrátil loď. Roberta neschopná plavat se topí, zatímco Clyde plave ke břehu neochoten ji zachránit. Ve své hlavě to celé bere jako nehodu a ne vraždu, sám má ale pochybnosti.

### Kapitola III
Policie se doví o dvou utonutých, naleznou však pouze jedno tělo a to těhotnou ženu s ránou na obličeji. Vznikne podezření z vraždy. V kabátě Roberty naleznou věnování od Clyda Griffithse a u něj doma poté objeví dopisy od Roberty, které jsou rozhodující usvědčující důkaz.
Během tohoto vyšetřování si Clyde užívá se Sondoru u jezera, trápí ho však myšlenky na jeho dopadení. Nakonec ho zatknout a když před něj doloží důkazy, přizná se, že tam byl, ale že to byla nehoda.
Vylovili také fotoaparát a podstrčili do něj vlasy Roberty, aby ho mohly použít proti Clydovi. Vznikne obecné pobouření proti Clydovi. Jeho strýc mu zaplatí právníky Belknopa a Jephsona a Clyde jim řekne vše popravdě. Ti se rozhodnou, že u soudu nesmí říct pravdu, protože by nikdy nebyla přijata zaujatou, konzervativní porotou. Přijdou tedy s vymyšlenou obhajobou, kterou se Clyde učí nazpaměť.
Při začátku přelíčení mluví Mason, muž odhodlaný dostat Clyda na elektrické křeslo, aby si přilepšil ve svém postavení. Předloží veškeré důkazy a přijde spoustu svědků. Poté Clyde vypráví svůj poupravený příběh před soudcem a odpovídá Masonovi na všechny jeho otázky. Chytil se však na prospekty, o kterých tvrdil, že si je vyzvedl někde jinde, než tomu tak skutečně bylo. Clyde byl porotou shledán vinným. 
Do vezení za ním přijde matka a poté i kazatel Duncan, kterému Clyde vše řekne popravdě.
Guvernér odmítl další soud s Clydem, a tak Clyda čeká smrt. Je popraven na elektrickém křesle.

## Filmové adaptace
- Roku 1976 natočil režisér Stanislav Párnický třídílnou filmovou adaptaci na motivy tohoto románu. V hlavních rolích Soňa Valentová, Emil Horváth.
- Americkou tragédií je volně inspirován film Woodyho Allena Match Point z roku 2005[1].
- Americkou tragédií je i inspirován film Georga Stevense A Place in the Sun s Liz Taylor a Montgomery Cliftem z roku 1951.

## Dramatizace
- Československý rozhlas Praha 1986, dvoudílná četba na pokračování: dramatizace: Jan Strejček, překlad: Jiří Valja a Zdeněk Urbánek, hudba: Vladimír Popelka, režie: Jiří Horčička. Osoby a obsazení: Clydův průvodce (Viktor Preiss), Clyde Griffiths (Svatopluk Skopal), Roberta Aldenová (Helena Friedrichová), Sondra Finchleyová (Jarmila Švehlová), Samuel Griffiths (Rudolf Hrušínský), Gilbert Griffiths (Pavel Soukup), Mason, prokurátor (Eduard Cupák), Belknap, obhájce (Miroslav Moravec), Jephson, obhájce (Vladimír Brabec), matka (Blanka Bohdanová), Esta, sestra Clydova (Soňa Dvořáková), Bertina, přítelkyně Sondry (Jana Špaňurová), Stuart (Aleš Procházka), hlas v telefonu (Ladislav Kazda), soudce (Jan Teplý) a Zilla, zapisovatelka (Karolina Fridecká).